# Ada von Gersdorff
Ada von Gersdorff (Pseudonym: Harry von Gersdorff, Name in zweiter Ehe: Ada von Maltzahn; * 14. Mai 1854 in Czarnikau/Posen als Ada von Knobloch; † 10. Mai 1922 in Swinemünde) war eine deutsche Schriftstellerin.

## Leben
Ada von Gersdorff entstammte der Adelsfamilie von Knobloch; ihr Vater war der Landrat und spätere Majoratsherr im ostpreußischen Sudnicken Arthur von Knobloch, ihre Mutter Ada war eine Tochter des preußischen Kavalleriegenerals Gustav Adolf von Schlemüller und der Adelaide Karoline Claude. Ada von Gersdorff wuchs auf in Posen und wurde von Privatlehrern unterrichtet.
1873 heiratete sie den preußischen Hauptmann Gero von Gersdorff († Posen 29. April 1905); die Ehe wurde 1878 geschieden. Ada von Gersdorff kehrte mit ihrem Sohn Wolfgang (* 23. Juni 1874) zu ihren Eltern nach Ostpreußen zurück. Sie unternahm ausgedehnte Reisen und verkehrte in Berlin in höfischen Kreisen. 1894 schloss sie die zweite Ehe mit dem Freiherrn Ludolf Hellmuth von Maltzahn-Rot(h)tmannshagen. Nachdem dieser 1904 in Berlin verstorben war, war sie weiterhin in Berlin ansässig, ab 1906 in Wilmersdorf und zuletzt in Swinemünde.
Ada von Gersdorff war erfolgreiche Verfasserin von zahlreichen Romanen und Erzählungen, die häufig im höfischen oder Militärmilieu spielen. Ihr Sohn Wolfgang von Gersdorff galt 1941 als seit 15 Jahren verstorben oder in (US)-Amerika verschollen.

## Werke
- Die Herrin von Schönwerth. Goldschmidt, Berlin 1889.
- Unser gnädiger Herr! Roman. Goldschmidt, Berlin 1890.
- Verscherzt! Eine Studie. Goldschmidt, Berlin 1890.
- Lieutenants-Liebe. Zwei Humoresken. Goldschmidt, Berlin 1892.
- Ein Experiment. Roman. Goldschmidt, Berlin 1893.
- Das höchste Gut. Roman. Leipzig 1893.
- Verlorene Liebe. Roman. Goldschmidt, Berlin 1893.
- Ein schlechter Mensch. Roman. Engelhorn, Stuttgart 1894. (Digitalisat)
- Erreichte Wünsche. Roman. 2 Teile. Janke, Berlin 1895.
- Tausend Thaler. Roman. Deutsche Verlags-Anstalt, Stuttgart 1895.
- Am Arbeitsmarkt. Roman. 2 Teile. Reissner, Dresden/Leipzig 1896.
- Schwere Frage. Roman. Engelhardt, Stuttgart 1896.
- Hochgeboren! Roman. 3 Bände. Janke, Berlin 1897.
- Idealismus oder Thorheit?. Roman. Janke, Berlin 1897.
- Auf gefahrvollen Pfaden Roman. 3 Bände. Janke, Berlin 1898.
- Maria Sabina Lindentrost. Erzählung. Goldschmidt, Berlin 1898.
- Sünderin. Roman. Janke, Berlin 1898.
- Des Vaters Schuld. Roman. 2 Bände. Janke, Berlin 1898.
- Verkäuflicher Wert. Roman. 3 Bände. Janke, Berlin 1898.
- Von Todes Gnaden. Roman. Deutsche Verlags-Anstalt, Stuttgart [u. a.] 1898.
- Aus Langeweile. Roman. Janke, Berlin 1899.
- Fluch des Talentes. Roman. 3 Bände. Janke, Berlin 1899.
- Für ihre Ehre. Erzählung. Janke, Berlin 1899.
- Ludovika. 2 Bände. Dresden 1899.[1]
- „Nein“. Eine Kreidezeichnung. Janke, Berlin 1899.
- Eine „sonderbare“ Person! Repräsentantin der Hausfrau. Goldschmidt, Berlin 1899.
- Blumen im Schutt. Roman. 2 Bände. Janke, Berlin 1900.
- Erlösende Worte. Roman. 2 Bände. Janke, Berlin 1900.
- Der Noth gehorchend. Roman. Taendler, Berlin 1900.
- Um jeden Preis. Psychologie einer Schuld. Roman. Grunert, Berlin 1900.
- Gerettet. Novelle. Janke, Berlin 1901.
- Irdische Vorsehung. Roman. 2 Bände. Janke, Berlin 1901.
- Räthselhafte Schuld. 2 Bände. Dresden/Leipzig 1901.
- Bahn frei! Roman. 2 Bände. Reissner, Dresden/Leipzig 1902.
- Durch Kampf zur Krone. Vobach, Berlin 1902.
- Gegen seinen Willen. Roman. Carl Reissner, Dresden 1902.
- Stolze Herzen. Berlin 1903.[2]
- Ein Wille – ein Weg. Union, Stuttgart [u. a.] 1903.
- Hass. Reissner, Dresden 1904.
- Anvertrautes Gut. Roman. Carl Reissner, Dresden 1906.
- Ein Fürstentraum. Carl Reißner, Dresden 1908.[3]
- Anna-Monikas Launen. Roman. Carl Reissner, Dresden 1909.
- Betrogen und beglückt. Erzählung. Hillger, Berlin [u. a.] 1909.
- Pia. Roman. Vobach, Berlin [u. a.] 1909.
- Besiegt! Roman. Carl Reissner, Dresden 1910.
- Das Bild zu Saïs. Roman. Verein der Bücherfreunde, Berlin 1910.
- Gerda Gerovius. Roman. Carl Reissner, Dresden 1910.
- Königin-Mutter. Hillger, Berlin [u. a.] 1910.
- Das Paradies der Erde. Roman. Engelhorn, Stuttgart 1910.
- Eva, meine Frau. Reissner, Dresden 1912.
- „Eure Hoheit!“ Erzählung. Hillger, Berlin [u. a.] 1913.
- Stammbaum und Lebensbaum. Roman. Gerstenberg, Leipzig 1913.
- Am Kreuzwege. Roman. Gerstenberg, Leipzig 1914.
- Aus den Papieren eines Hochstaplers. Gerstenberg, Leipzig 1914.
- Die Belastungsprobe. Gräfin Hochmut. Zwei Erzählungen. Hillger, Berlin [u. a.] 1914.
- Glück und Segen. Roman. Engelhorn, Stuttgart 1914.
- Ein Feigling. Roman aus dem Kriegsjahr 1914. Verein der Bücherfreunde, Berlin 1915.
- Der Krieg als Erzieher. Zeitgemäßer Roman. Gerstenberg, Leipzig 1915.
- Am Gestade der Vergessenheit. Die Geschichte einer Scheinehe. Verein der Bücherfreunde, Berlin 1916.
- Lebensfesseln. Roman. Hillger, Berlin [u. a.] 1916.
- Die Macht der Liebe. Roman. Gerstenberg, Leipzig 1916.
- Die Tochter des Regiments. Roman. Verein der Bücherfreunde, Berlin 1916.
- U 21. Roman. Gerstenberg, Leipzig 1916.
- Rittergut Goldgrube. Roman. Reissner, Dresden 1917.
- Bettelbrot. Roman Gerstenberg, Leipzig 1918.
- Ich muß siegen! Aus dem Leben eines Nervenarztes. Gerstenberg, Leipzig 1919.
- Freiherrenhaus und Warenhaus. Roman. Reissner, Dresden 1920.
- Kleine Königin. Revolutionsschicksale eines Königshauses. Roman. Gerstenberg, Leipzig 1920.
- Das Geheimnis von Totenmoor. Roman. Gerstenberg, Leipzig 1921.

## Genealogie
- v. Gersdorff, In: Gothaisches Genealogisches Taschenbuch der Adeligen Häuser. Teil A (Uradel). 1942. Zugleich Adelsmatrikel der DAG. 41. Jahrgang, Justus Perthes, Gotha November 1941, S. 179–181.
- v. Maltzahn, In: Gothaisches Genealogisches Taschenbuch der Freiherrlichen Häuser. 1908. 58. Jahrgang, Justus Perthes, Gotha 10. November 1907, S. 472–473.